# Újpesti Torna Egylet

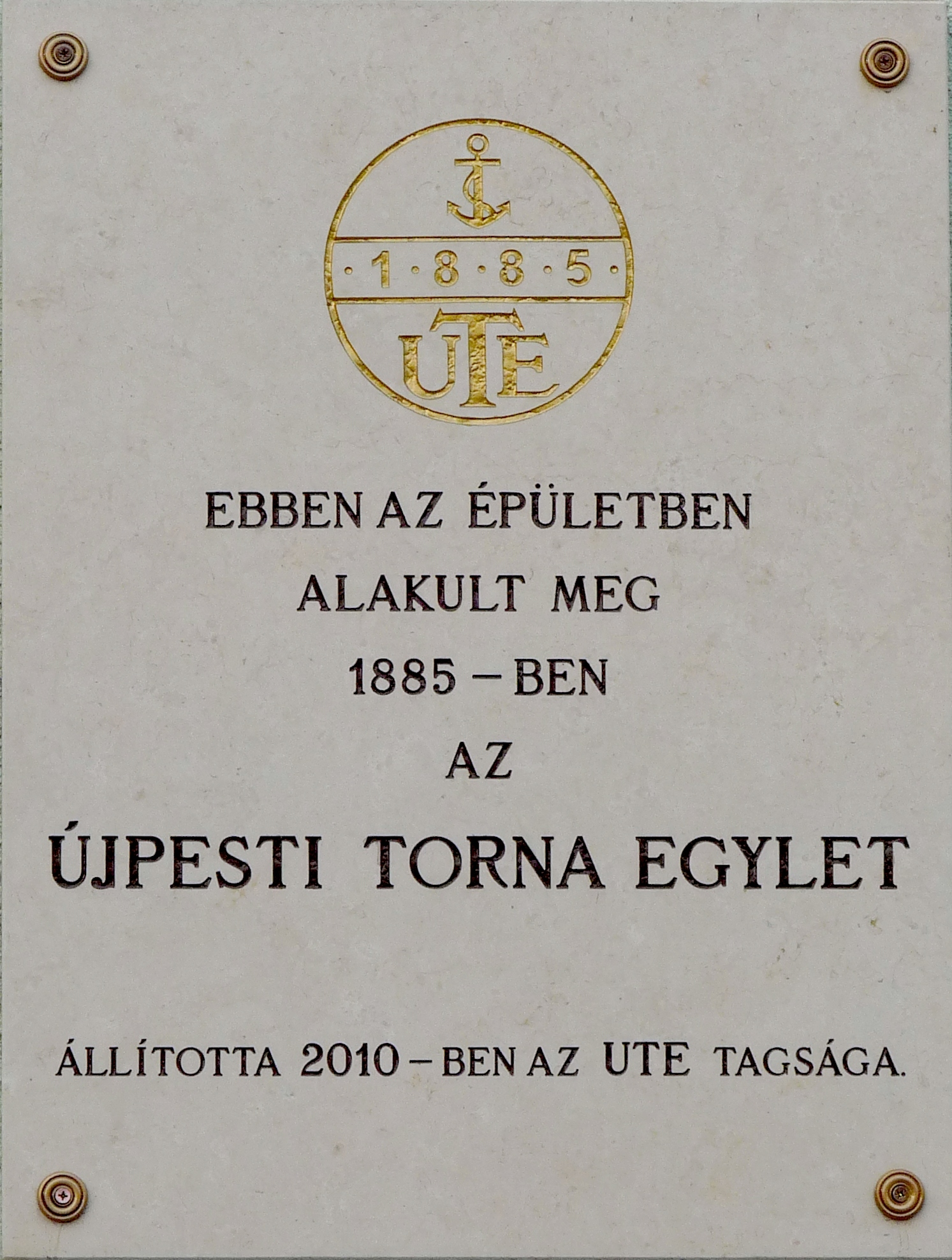
ÚJPESTI TORNA EGYLET 1885-BENAZ

 (avril 2025).
Motif : WP:CAA - Où sont les sources centrées sur la durée ? Dans la presse nationale ou internationale ?
- Archive Wikiwix
- Bing
- Cairn
- DuckDuckGo
- E. Universalis
- Gallica
- Google
- G. Books
- G. News
- G. Scholar
- Persée
- Qwant
- (zh) Baidu
- (ru) Yandex
- (wd) trouver des œuvres sur Wikidata

| 1. | Préciser le motif de la pose du bandeau. | Précisez le motif de la pose du bandeau en utilisant la syntaxe suivante : {{admissibilité à vérifier\|date=avril 2025\|motif=remplacez ce texte par le motif}}                           |
| 2. | Informer les utilisateurs concernés.     | Pensez à avertir le créateur de l'article, par exemple, en insérant le code ci-dessous sur sa page de discussion : {{subst:avertissement admissibilité à vérifier\|Újpesti Torna Egylet}} |

L'Újpesti Torna Egylet est un club omnisports hongrois du quartier d'Újpest à Budapest, fondé en 1885.
Le club regroupe 4 disciplines: le football, le hockey sur glace, le volley-ball et le water-polo.
Parmi ses sections :
- Újpest Football Club en football,
- Újpesti TE en hockey sur glace,
- Újpesti TE en volley-ball,
- Újpesti TE en water-polo.